# Midżnatun
Midżnatun – wieś w Armenii, w prowincji Aragacotn. W 2011 roku liczyła 203 mieszkańców.